# Nepeta balouchestanica
Nepeta balouchestanica là một loài thực vật có hoa trong họ Hoa môi. Loài này được Jamzad & Ingr. mô tả khoa học đầu tiên năm 2003.